# Ландшафтна інженерія
Ландшафтна інженерія — це застосування математики та природничих наук для формування земельних і водних ландшафтів. Це також можна описати як екологічну інженерію, але професіонали з дизайну, найбільш відомі ландшафтною інженерією, — це ландшафтні архітектори. Ландшафтна інженерія — це міждисциплінарне застосування інженерних та інших прикладних наук для проектування та створення антропогенних ландшафтів. Вона відрізняється від традиційної меліорації, але охоплює її. Вона включає наукові дисципліни: агрономію, ботаніку, екологію, лісівництво, геологію, геохімію, гідрогеологію та біологію тваринного світу. Вона також спирається на прикладні науки: сільськогосподарські та садівничі науки, інженерну геоморфологію, ландшафтну архітектуру, а також гірничу, геотехнічну та цивільну, сільськогосподарську та іригаційну інженерію.